# Georgia
Georgia, tên chính thức là Tiểu bang Georgia, là một tiểu bang ở vùng Đông Nam của Hoa Kỳ. Tiểu bang này giáp với Tennessee về phía tây bắc, Bắc Carolina về phía bắc, Nam Carolina về phía đông bắc, Đại Tây Dương về phía đông nam, Florida về phía nam và Alabama về phía tây. Trong số 50 bang của Hoa Kỳ, Georgia có diện tích lớn thứ 24 và đông dân thứ 8. Theo Cục điều tra dân số Hoa Kỳ, dân số ước tính năm 2023 của thành phố là 11.029.227.
Atlanta, một thành phố toàn cầu, vừa là thủ phủ vừa là thành phố lớn nhất của tiểu bang. Khu vực đô thị Atlanta, với dân số hơn 6,3 triệu người vào năm 2023, là khu vực đô thị đông dân thứ 6 tại Hoa Kỳ và chiếm khoảng 57% toàn bộ dân số Georgia. Các khu vực đô thị lớn khác trong tiểu bang bao gồm Augusta, Savannah, Columbus và Macon.

## Địa lý

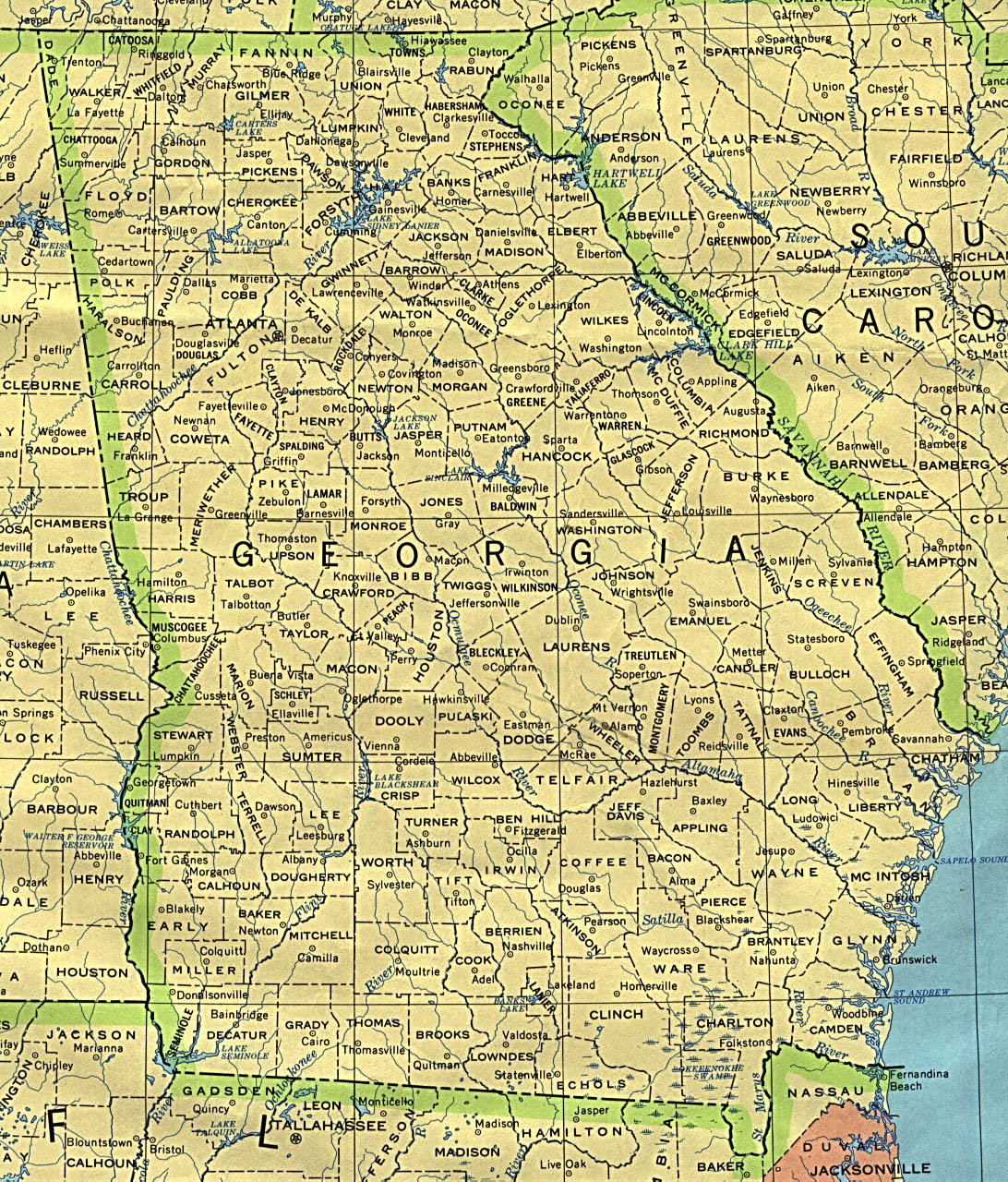
Bản đồ Georgia

Georgia nằm giáp với Florida về phía nam, với Đại Tây Dương và Nam Carolina về phía đông, với Alabama về phía tây, và với Tennessee và Bắc Carolina về phía bắc. Miền bắc của tiểu bang này nằm trên dãy núi Blue Ridge, một dãy núi thuộc hệ thống núi của dãy Appalachian. Vùng piedmont ở miền trung kéo dài từ chân núi tới đường thác nước, ở đường này các sông chảy xuống thác nước tới cao độ của đồng bằng ven biển của lục địa ở phần nam của tiểu bang. Nơi cao nhất ở Georgia là Brasstown Bald (núi Brasstown) có cao độ 1.458 mét (4.784 foot); những nơi thấp nhất của tiểu bang bằng với mực nước biển.
Thủ phủ của Georgia là Atlanta, nằm ở miền trung bắc của tiểu bang, và quả đào là trái cây tượng trưng cho tiểu bang. Các sản phẩm nông nghiệp quan trọng của Georgia là cây hồ đào (pecan), bông, cây thuốc lá, và lâm sản, nhất là những cái gọi "naval store", như là nhựa và colophan được lấy từ những rừng cây thông.
Georgia là tiểu bang lớn nhất theo diện tích nằm về phía đông của sông Mississippi, kể từ khi Tây Virginia ly khai khỏi Virginia trong Nội chiến Hoa Kỳ. Michigan (250.494 kilômét vuông hay 96.716 dặm vuông), Florida (170.451 km² hay 65.768 dặm vuông), và Wisconsin (169.790 km² hay 65.603 dặm vuông) đều lớn hơn Georgia (154.077 km² hay 59.441 dặm vuông) khi tính vào cả diện tích đất và nước.
Các vùng dưới quyền của Dịch vụ Vườn Quốc gia (NPS) bao gồm:
- Khu lưu niệm Quốc gia Andersonville tại Andersonville
- Đường mòn Appalachian
- Khu vực giải trí Quốc gia sông Chattahoochee gần Atlanta
- Công viên quân đội Quốc gia Chickamauga và Chattanooga tại Fort Oglethorpe
- Bờ biển Quốc gia đảo Cumberland gần Saint Marys
- Đài kỷ niệm Quốc gia Fort Frederica trên Đảo St. Simons
- Đài kỷ niệm Quốc gia Fort Pulaski tại Savannah
- Nơi lịch sử Quốc gia Jimmy Carter gần Plains
- Công viên Chiến trường Quốc gia núi Kennesaw gần Kennesaw
- Nơi lịch sử Quốc gia Martin Luther King, Jr. tại Atlanta
- Đài kỷ niệm Quốc gia Ocmulgee tại Macon
- Đường lịch sử Quốc gia Con đường Nước mắt

### Các thành phố quan trọng

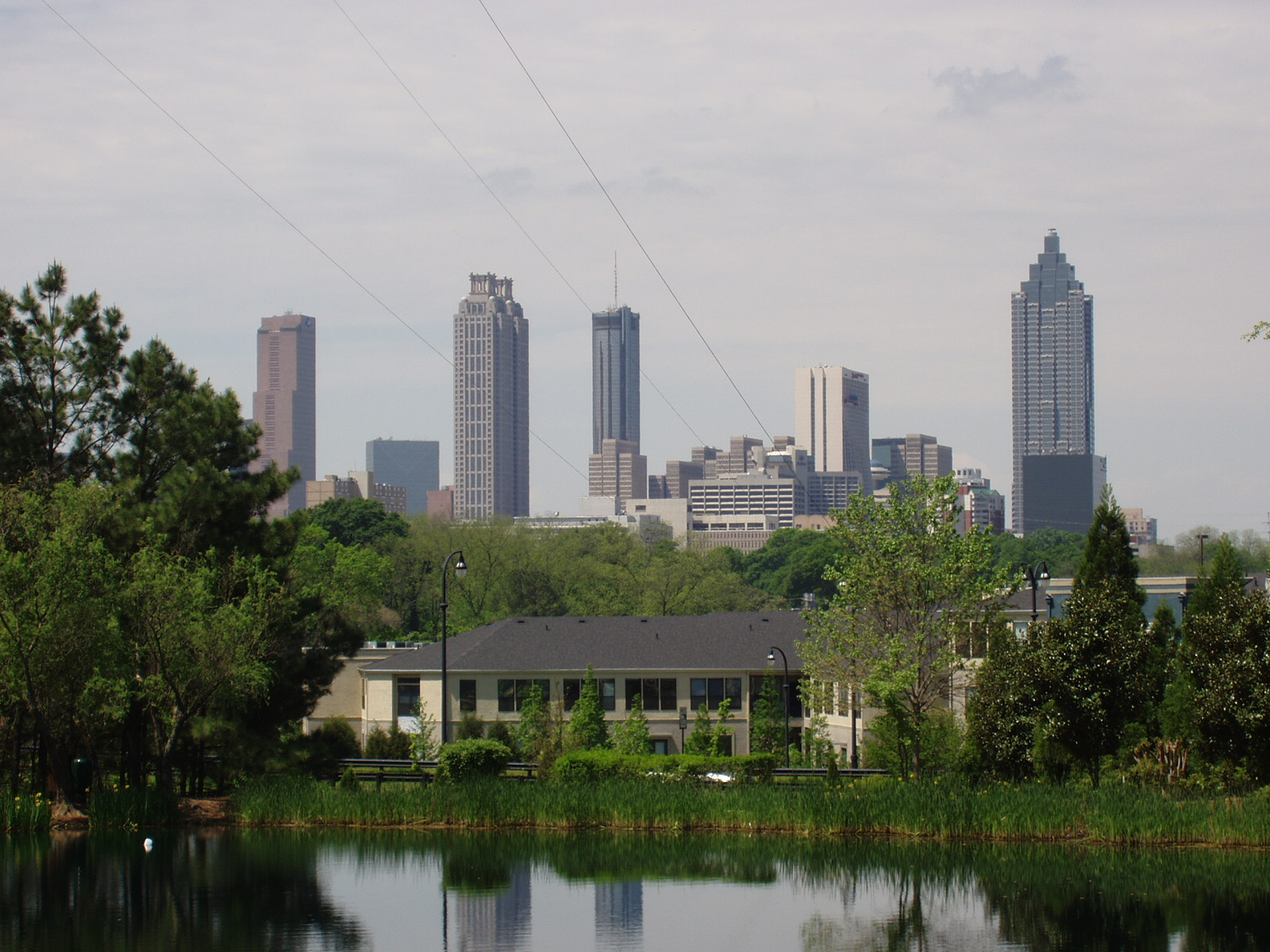
Atlanta

| Bảy khu vực thống kê đô thị của Georgia, với dân số ước lượng năm 2004 của Cục Thống kê Dân số Hoa Kỳ: - Atlanta (thủ phủ): 4.708.297 - Augusta: 515.314 - Savannah: 310.714 - Columbus: 279.518 - Macon: 228.170 - Athens: 173.760 - Albany: 162.800 Các thành phố khác có dân số hơn 10.000 người (khu vực thành thị): - Warner Robins - Gainesville - Rome - Dalton - Valdosta - Brunswick - Hinesville - Cartersville - Carrollton - LaGrange - Milledgeville - St. Marys - Statesboro - Waycross - Newnan - Tifton - Thomasville - Dublin - Americus - Moultrie - Calhoun - Winder - Cordele - Douglas - Bainbridge Các căn cứ quân đội thuộc về Georgia: - Fort Benning - Fort Stewart - Căn cứ Không quân Dự bị Dobbins - Căn cứ Hậu cần Quân đoàn Hải quân tại Albany - Căn cứ Không quân Moody - Fort Gordon - Căn cứ Không quân Robins Các ngoại ô Savannah: - Thành phố Garden - Georgetown - Đảo Skidaway - Thunderbolt - Đảo Whitemarsh - Đảo Wilmington | Các ngoại ô Atlanta: - Acworth - Alpharetta - Belvedere Park - Braselton - Buford - Candler-McAfee - Carrollton - Cartersville - Chamblee - College Park - Conyers - Covington - Dacula - Decatur - Doraville - Douglasville - Druid Hills - Duluth - Dunwoody - East Point - Fayetteville - Five Forks - Forest Park - Griffin - Jonesboro - Kennesaw - Lawrenceville - Lilburn - Mableton - Marietta - Monroe - Mountain Park - Newnan - Bắc Atlanta - Bắc Decatur - Bắc Druid Hills - Panthersville - Thành phố Peachtree - Powder Springs - Redan - Riverdale - Roswell - Sandy Springs - Smyrna - Snellville - Núi Đá (Stone Mountain) - Đồi Đường (Sugar Hill) - Suwanee - Tucker - Thành phố Union - Winder - Woodstock |

## Lịch sử
Mới đầu, nhiều nhà thám hiểm Tây Ban Nha tới vùng nội địa của Georgia, để lại phá hoại ở chỗ nào đến. Nền văn hóa xây địa phương được miêu tả bởi Hernando de Soto năm 1540 đã bị phá hết vào 1560.
Cuộc xung đột giữa Tây Ban Nha và Vương quốc Anh về quyền đất Georgia bắt đầu thực sự vào khoảng 1670, khi dân Anh di chuyển về hướng nam từ thuộc địa Carolina ở Nam Carolina ngày nay và gặp quân đội Tây Ban Nha đang lên từ căn cứ tại Florida. Năm 1724, miền này được một người đề nghị gọi thuộc địa Anh này là Địa phận Georgia để kỷ niệm Quốc vương George II của Anh.
Người Anh bắt đầu tới ở rất nhiều vào năm 1732 do James Oglethorpe, người Anh phục vụ trong Nghị viện Anh, ông đề xướng một kế hoạch để sử dụng miền này là tù người mắc nợ. Ngày 12 tháng 2 năm 1733, 113 tù nhân đi tàu HMS Anne và đổ bộ tại Savannah ngày nay. Ngày này hiện được gọi Ngày Georgia, đó không phải là ngày lễ chung nhưng được những trường học và một số hội công dân địa phương tổ chức. Năm 1752, Georgia được trở thành thuộc địa hoàng gia. Hiến pháp đầu tiên của Georgia được phê chuẩn năm 1777 nhưng bị thay đổi sau đó.
Georgia là một trong 13 thuộc địa mà nổi dậy chống cải trị Anh trong Cách mạng Mỹ. Nó là thuộc địa cuối được tăng cấp thành thuộc địa, nhưng nó được trở thành tiểu bang thứ tư sau khi họ phê chuẩn Hiến pháp Hoa Kỳ ngày 2 tháng 1 năm 1788.